# Unnao
Unnao ist eine Stadt im indischen Bundesstaat Uttar Pradesh.
Unnao liegt in der nordindischen Ebene. Die Stadt liegt 20 km nordöstlich von Kanpur sowie 55 km südwestlich von Lucknow. 
Die Stadt bildet den Verwaltungssitz des gleichnamigen Distrikts. 
Die nationale Fernstraße NH 25 (Kanpur–Lucknow) führt durch die Stadt. 
Unnao besitzt als Stadt den Status eines Nagar Palika Parishad. Die Stadt ist in 29 Wards gegliedert. Beim Zensus 2011 hatte Unnao 177.658 Einwohner.